# هورسن
هورسن (به هلندی: Horssen) یک منطقهٔ مسکونی در هلند است که در دروتن واقع شده‌است. هورسن ۱٬۶۵۴ نفر جمعیت دارد.